# Автоматичний дробовик
Автоматичний дробовик — дробовик (рушниця), що має або допускає можливість стрільби в автоматичному режимі. Автоматичний дробовик за своєю внутрішньою і конструктивною будовою нагадує автомат або автоматичну гвинтівку.

## Бойові характеристики
Швидкострільність автоматичних дробовиків знаходиться на рівні 240-360 пострілів за хвилину, що нижче, ніж у автоматів або автоматичних гвинтівок, у яких темп стрільби як правило буває від 600 пострілів за хвилину, але при цьому на відміну від автоматів автоматичний дробовик стріляє дробом, а враховуючи те, що швидкострільність автоматичних дробовиків значно вище, ніж у помпових і напівавтоматичних дробовиків — це дозволяє створювати дуже щільний вогонь на близьких дистанціях, буквально стіну з дробу. Живляться автоматичні рушниці від коробчастих магазинів на 5-10 патронів або барабанних магазинів на 20 або 32 набої.

## Сучасні автоматичні рушниці
- AA-12
- USAS-12
- Pancor Jackhammer
- Heckler & Koch CAWS
- Сайга-12
- Вепр-12 Молот